# Ormányosférgek
Az ormányosférgek (Echiura, máshol Echiurida) a valódi testüreges (Eucoelomata) állatok egyik törzse.
Gyakran a gyűrűsférgek (Annelida) törzsbe sorolják, bár nincs meg bennük azok szelvényezettsége, így külön törzsnek is tekinthetők. A DNS-szekvenciák vizsgálatai alapján azonban az Echiura és a Pogonophora csoportok is a gyűrűsférgekhez tartoznak.

Tengeri, hasadéklakó, maguk ásta lakócsövekben élő, az iszap szerves anyagaival táplálkozó (mikrofág) állatok. Mintegy 150 fajuk ismeretes (1997-ben), méretük 1–50 cm közötti.
Tömlő, vagy zsákszerű testük szelvényezetlen. Előtestükből (prostomium) sokszor az utótest hosszának többszörösét is elérő csillós fejlebeny (ormány) képződik. Nem húzható vissza a törzsbe, de nyugalmi hosszának akár tízszeresére is megnyúlhat. Vége olykor kanálszerűen kiszélesedő, ezzel söprik össze a talaj felületéről a táplálékrészeket. (Talán homológ az Annelidák prostomiumával). A szájnyílás ennek tövében van, csillós barázda vezet hozzá az ormányban. Törzsük (utótest) elején külön izmokkal mozgatható páros kitin horogsertét, a végén tüskekoszorút viselnek.
Mirigyes epidermiszüket vékony, papillázott kutikula fedi. Bőrizomtömlőjük gyűrűs és hosszanti izmokból áll. Lassan, főleg a törzsizomzat perisztaltikájával mozognak.
Táplálkozáskor a kinyúlt ormány hasi csillózata továbbítja a szájhoz a táplálékrészecskéket. Bélcsatornájuk tekervényes, elérheti a testhossz tízszeresét is, hasi oldalán csillós barázdával.
Váltivarúak, erős ivari dimorfizmussal. A megtermékenyítés külső.
A villásormányú féreg (Bonellia viridis) szaporodása eltér a többi ormányosféregétől. A hím apró, csillós, nincs ormánya, szája, végbélnyílása, véredényrendszere. Állandó lakója a nőstény genitális zacskójának. Nemcsak megtermékenyíti a petéket, de zselatinszerű anyaggal össze is ragasztja őket. Ha a lárva a nőstény prostomiumába ("száj") kerül, akkor hímmé alakul. Ha nem, akkor nőstény válik belőle.